# Barrio del Bajo

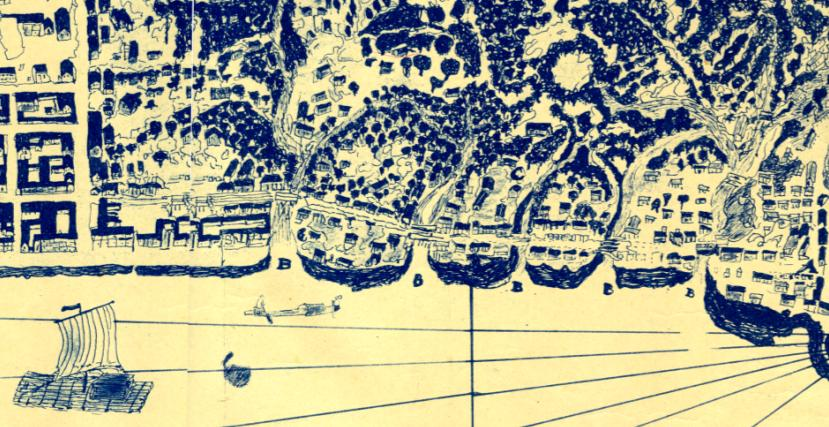
Detalle del plano ordenado por Ramón García de León y Pizarro en 1772 en donde se muestra la zona intermedia entre Ciudad Vieja y Ciudad Nueva -atravesada por cinco esteros de río- correspondiente al Barrio del Baxo.

El Barrio del Bajo, también conocido como Barrio Bajo o Barrio del Baxo, fue uno de los sectores históricos de la ciudad de Guayaquil. El barrio se encontraba en el área intermedia entre Ciudad Vieja y Ciudad Nueva, la cual se caracterizaba por ser anegadiza e inundable al estar atravesada por cinco esteros del río de Guayaquil (actual río Guayas).
"El Bajo" fue uno de los primeros barrios de Guayaquil en la época colonial, y consistía de varias casas irregulares ubicadas en el sector más propenso a inundaciones en la época invernal o lluviosa del año. Las familias que vivían en este barrio tenían muy limitado acceso a los servicios de la ciudad, la cual en un principio estaba ubicada principalmente en el sector de La Planchada y las faldas del cerro Santa Ana.

Con la creación de Ciudad Nueva, al sur en el sector denominado La Sabaneta, se necesitó la creación de una serie de puentes que sortearan los esteros del Barrio del Bajo y faciliten la comunicación entre ambos emplazamientos principales de Guayaquil. Más tarde los puentes se unificaron creando el Puente de las Ochocientas Varas, y así también se logró mejorar la viabilidad de este sector.
Cuando la Ciudad Vieja se estableció como parroquia, el Barrio del Bajo fue parte de esa circunscripción, condición que la mantiene hasta nuestros días como la parroquia Carbo-Concepción.

## Historia
El Barrio del Bajo según el escritor Carlos Saona existió hasta el 6 de octubre de 1896, cuando la ciudad se quemó en su mayor parte. Su nombre se debía a que su nivel se encontraba por debajo de la Calle Bolívar, hoy Víctor Manuel Rendón. Al norte de esa calle se ubicaban las quintas de los señores Suescum y Roditi además de una llanura que se conocía como "El Potrero" que llegaba hasta las faldas del Cerro del Carmen.
Hacia el oriente se encontraba un "festón de flores" de las quintas en lo que era la Calle Nueva hoy conocida como Rocafuerte además de los jardines de la Sociedad de Beneficencia de Señoras y la Quinta Martiz.
Según el escritor del que nos basamos nos cuenta que antiguos vecinos le decían que el Bajo llegaba al occidente hasta la Calle Santa Elena hoy Lorenzo de Garaicoa. Y en el espacio que comprende la calle Escobedo y el callejón que en esa época servía como entrada a la Quinta Martiz hoy calle Córdova en su esquina se encontraba el Instituto Santur.
Más adelante nos dice que el barrio más parecía a un parque por el gran número de árboles que se encontraban y que por esos lares se ubicaba su vivienda donde muy cerca existía un árboles frondoso de tamarindo que al decir de los vecinos poseía sus 100 años.
Entre los vecinos notables del vecindario se hallaban las viviendas del obispo Luis de Tola, el doctor Manuel Pacheco quien pertenecía a la facultad de medicina, Enrique Márquez de la Plata, Francisco Terranova tesorero de hacienda, el coronel Antonio Plaza quien ejerció cargos importantes en el Gobierno de Alfaro, la casa de la familia de Carlos Alberto Rolando Lobatón que años después sería fundador de la biblioteca que lleva su nombre entre otros.
Al finalizar el capítulo, el autor lamenta que su barrio se haya perdido íntegramente no quedando nada en pie de su época de juventud. El valor histórico que había en aquellas añejas viviendas bien podría hoy nutrir con sus bienes los tantos museos de la actualidad.

## Recorrido
No podemos hablar del Barrio del Bajo si primero no nos ubicamos en el año en que el Cabildo Guayaquileño decidió trasladar el asentamiento de la ciudad al sector de Puerto Cazones en Sabaneta en el sector donde actualmente se encuentran los principales edificios de gobierno, las Iglesias excepto la de Santo Domingo y la Universidad de las Artes. Este traslado se dio en el año de 1693, dando origen a la división de la ciudad en dos, Ciudad Nueva y Ciudad Vieja. Con el pasar de los años y con el crecimiento natural de la población porteña, los habitantes menos favorecidos se vieron en la necesidad de establecerse en los pantanos y recovecos que empezaban en la actual calle Víctor Manuel Rendón, que en tiempos coloniales se llamaba del Tigre, después pasaría a denominarse Bolívar en el siglo XIX y terminaban en la calle Loja -estero Villamar-. Aquel sector se dividió en dos barrios, el del Puente que iba desde la calle de la Orilla -Av Malecón- hacia el este y al oeste terminaba en la calle Ancha -Rocafuerte-. A partir de esta calle el sector cambia su denominación por el Barrio del Baxo -Bajo-. Era poco poblado en comparación a su vecino, pero ambos compartir la particularidad en ser los sectores habitados por gentes de bajos recursos -mestizos, indígenas, negros-, donde se asentaban las curtiembres y el lugar que en cada subida del río se llenaba de agua siendo esta una de las causas para que sean muy afectados por las típicas enfermedades tropicales. 
Este sector estuvo compuesto por callejuelas, casas ubicadas de forma anárquica y de arquitectura de aspecto pobre. Llegó la república a pesar de que los esteros fueron poco a poco desecados, seguía manteniendo esa misma conformación. Con el incendio de 1896 la gran mayoría de ese sector desapareció y sus alrededores despoblados sirvieron como refugio para todos los habitantes que habían perdido sus propiedades. Este sector llegó a ser conocido como la Quinta Pareja y cuando el cabildo comenzó su urbanización, el comandante de Bomberos Asisclo Garay logró el traslado de varios de sus habitantes a las afueras de la ciudad dando así forma al tradicional Barrio Garay.